# Langues officielles de Russie
Selon l'article 68 de sa constitution, le russe est la langue officielle de la fédération de Russie. Les républiques de la fédération disposent du droit de définir leur propre langue officielle. Pour les autres sujets (districts autonomes et oblasts autonomes), ce droit n'est pas précisé, et est appliqué de facto.
Parmi les langues officielles en Russie, le russe, le finnois, le kazakh, l'azéri et l'ukrainien sont également des langues officielles hors de la Russie.

## Langues officielles des républiques de la fédération de Russie
Les Républiques de Russie peuvent posséder leur langue officielle, dite langue d'État (russe : Государственный язык) à côté du russe, langue d'État de la Fédération. La Carélie est la seule république à n'avoir pas d'autre langue officielle ; le carélien (langue à statut officiel) s'écrit en alphabet latin, et la loi fédérale ne permet pas à une langue d'État de déroger à l'alphabet cyrillique.
 Adyguée (1) dans le Caucase du Nord, capitale Maïkop
- Adyguéen

 Bachkirie (2) dans l'Oural, capitale Oufa
- Bachkir

 Bouriatie (3) dans la Sibérie de l'Est, capitale Oulan-Oude
- Bouriate

 République de l'Altaï (4) dans la Sibérie de l'Ouest, capitale Gorno-Altaïsk
- Altaï

 République de Crimée
- tatar de Crimée, ukrainien

 Daguestan (5) dans la région du Caucase du Nord, capitale Makhatchkala

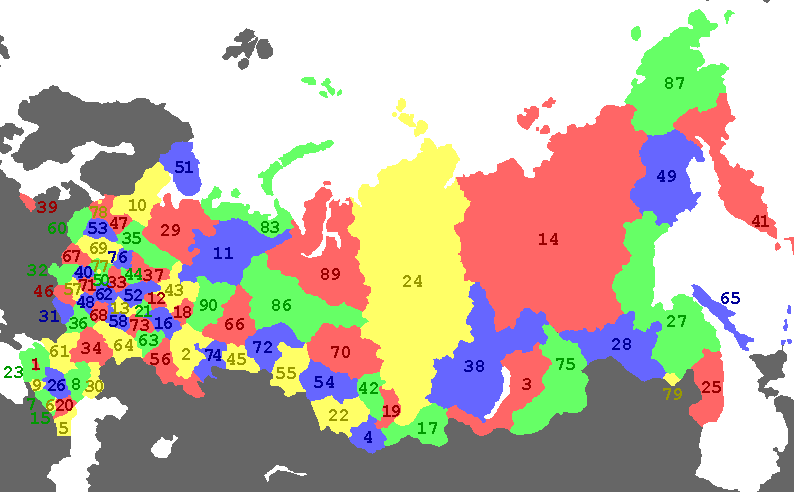
Carte des sujets fédéraux de Russie (républiques, kraïs, oblasts, villes fédérales et districts autonomes)
avec leurs numéros standards (GOST).

Selon la constitution du Daguestan, ses langues d'État sont le russe et toutes les langues des peuples du Daghestan. Sont considérées comme langues écrites du Daguestan les suivantes : avar, agul, azéri, dargwa, koumyk, lak, lezguien, nogaï, routoul, tabassaran, tat, tsakhur, tchétchène.
 Ingouchie (6) dans le Caucase du Nord, capitale Magas
- Ingouche

 Kabardino-Balkarie (7) dans le Caucase du Nord, capitale Naltchik
- Kabardino-tcherkesse
- Karatchaï-balkar

 Kalmoukie (8) dans la région de la Volga, capitale Elista
- Kalmouk

 Karatchaïévo-Tcherkessie (9) dans le Caucase du Nord, capitale Tcherkessk
- Abaza
- Kabardino-tcherkesse
- Karatchaï-balkar
- Nogaï

 République des Komis (11) dans la région du Nord, capitale Syktyvkar
- Komi

 République des Maris (12) dans la région de Volga-Viatka, capitale Iochkar-Ola
- Mari

 Mordovie (13) dans la région de Volga-Viatka, capitale Saransk
- Mokcha
- Erzya

 Sakha (Iakoutie) (14) dans la région d'Extrême-Orient, capitale Iakoutsk
- Iakoute

 Ossétie-du-Nord-Alanie (15) dans la région du Caucase du Nord, capitale Vladikavkaz
- Ossète

 Tatarstan (16) dans la région de la Volga, capitale Kazan
- Tatar

 Touva (17) dans la région de la Sibérie de l'Ouest, capitale Kyzyl
- Touvain

 Oudmourtie (18) dans la région de l'Oural, capitale Ijevsk
- Oudmourte

 Khakassie (19) dans la région de la Sibérie de l'Ouest, capitale Abakan
- Khakasse

 Tchétchénie (20) dans le Caucase du Nord, capitale Grozny
- Tchétchène

 Tchouvachie (21) dans la région de Volga-Viatka, capitale Tcheboksary
- Tchouvache

 Oblast autonome juif (79) dans la région d'Extrême-Orient, capitale Birobidjan
- Yiddish

## Langues à statut officiel
République de l'Altaï (4)
- Kazakh, utilisé dans les sphères officielles dans les lieux de peuplement compacte des locuteurs (raïon de Koch-Agatch)

 Carélie (10)
- Carélien, peut être utilisé par les organes autonomes locaux
- Vepse, idem
- Finnois, idem

 Sakha (Iakoutie) (14)
- Dolgane, langue officielle locale dans les lieux de peuplement de ce peuple et utilisée à égalité avec la langue d'État
- Evenki, idem
- Évène, idem
- Youkaguir, idem

 Kraï de Transbaïkalie (75) dans la Sibérie de l'Est, capitale Tchita
- En Aga-Bouriatie, le bouriate pouvait être utilisé à égalité avec le russe.

 Khantys-Mansis (86)
- Mansi, droit garanti d'utiliser les langues des petits peuples du Nord de la Russie dans les registres officiels
- Nénètse, idem
- Khanty, idem

 Tchoukotka (87)
- Tchouktche, langue officielle locale dans les lieux de peuplement de ce peuple, à égalité avec la langue officielle

 Iamalie (89)
- Nénètse, peut être utilisé dans les registres officiels dans les lieux de peuplement traditionnel des petits peuples du Nord de la Russie
- Selkoupe, idem
- Khanty, idem

 Kraï de Perm (90)
- Komi-permiak dans le district Komi-permiak, peut être utilisé dans les sphères officielles

## Langues officielles des minorités
Bachkirie (2)

 République des Maris (12)

 Tatarstan (16)

 Oudmourtie (18)

 Khakassie (19)

 Tchoukotka (87)
Ces sujets reconnaissent un statut officiel aux langues des minorités dans les lieux de peuplement compact, sans liste de ces langues.